# Borknagar
Borknagar – norweski zespół muzyczny, grający muzykę na pograniczu black metalu, folk metalu i viking metalu, założony w 1995 roku przez Øysteina Garnesa Bruna. Teksty piosenek zespołu dotyczą filozofii, pogaństwa, natury i kosmosu. Nazwa zespołu jest anagramem słowa „Ragnarök”, z literą ‘B’ na początku, aby słowo dało się wymówić (jednak Øystein Brun twierdzi, że inspirował się szkocką legendą o człowieku, który wspiął się na Lochnagar – górę w Szkocji).

## Życiorys
Borknagar powstał po rozpadzie deathmetalowego zespołu Molested, gdy Øystein Brun poczuł znudzenie brutalnym stylem grania grupy. Założył więc nowy zespół, aby zacząć grać bardziej melodyjne utwory. Napisał muzykę i teksty do wszystkich utworów i zebrał znanych blackmetalowych muzyków by nagrać wspólnie album. Ci znani muzycy, m.in. Infernus z Gorgoroth, Grim z Immortal, Garm z Ulver i z Arcturus, dołączyli do projektu i zespół nagrał pierwsze demo, które wydała wytwórnia Malicious Records. Melodyjność i majestat muzyki spotkały się z pozytywnym odbiorem słuchaczy i krytyków.
Do tej pory zespół wydał sześć albumów. Ich tytułowy debiutancki album zawierał teksty piosenek w języku norweskim; teksty do następnych, już po angielsku, napisane zostały przez ICS Vortexa z Dimmu Borgir i Arcturus oraz przez obecnego wokalistę – Vintersorga. Wszystkie ich nagrania, z wyjątkiem pierwszej płyty, zostały wydane przez wytwórnię Century Media. Borknagar koncertował z wieloma różnymi zespołami, m.in. z Cradle of Filth.

## Muzycy
| Obecny skład zespołu - Andreas „Vintersorg” Hedlund – śpiew (od 2000) - Øystein Brun – gitara (od 1995) - Jens F. Ryland – gitara (1997–2003, od 2008) - Lars „Lazare” Nedland – instrumenty klawiszowe (od 1999) - Simen „ICS Vortex” Hestnæs – śpiew, gitara basowa (1997–2000, od 2010) - Baard Kolstad – perkusja (od 2012) | Byli członkowie - Kristoffer „Garm” Rygg – śpiew (1995–1997) - Ivar Bjørnson – instrumenty klawiszowe (1995–1998) - Erik „Grim” Brødreskift (zmarły) – perkusja (1995–1998) - Justin Greaves – perkusja (1998–1999) - Nicholas Barker – perkusja (1999) - Asgeir Mickelson – perkusja (1999–2008), gitara basowa (2004) - David Kinkade – perkusja (2008–2011) - Kai K. Lie – gitara basowa (1996–1998) - Roger „Infernus” Tiegs – gitara basowa (1995–1996) - Jan Erik „Tyr” Tiwaz – gitara basowa (2000–2003, 2006–2010) |

## Dyskografia
Albumy
| Borknagar                               | - Data: 3 sierpnia 1996 - Wydawca: Malicious Records          | –  | –  | –  |
| The Olden Domain                        | - Data: 18 sierpnia 1997 - Wydawca: Century Media Records     | –  | –  | –  |
| The Archaic Course                      | - Data: 20 października 1998 - Wydawca: Century Media Records | –  | –  | –  |
| Quintessence                            | - Data: 17 kwietnia 2000 - Wydawca: Century Media Records     | –  | –  | –  |
| Empiricism                              | - Data: 22 października 2001 - Wydawca: Century Media Records | –  | –  | –  |
| Epic                                    | - Data: 29 czerwca 2004 - Wydawca: Century Media Records      | –  | –  | –  |
| Origin                                  | - Data: 30 października 2006 - Wydawca: Century Media Records | –  | –  | –  |
| Universal                               | - Data: 22 lutego 2010 - Wydawca: Indie Recordings            | –  | –  | –  |
| Urd                                     | - Data: 26 marca 2012 - Wydawca: Century Media Records        | –  | –  | –  |
| Winter Thrice                           | - Data: 22 stycznia 2016 - Wydawca: Century Media Records     | 44 | 62 | 90 |
| True North                              | - Data: 27 września 2019 - Wydawca: Century Media Records     | –  | –  | –  |
| „–” oznacza, że album nie był notowany. |                                                               |    |    |    |

Kompilacje
| Tytuł                        | Dane dot. albumu                                       |
| ---------------------------- | ------------------------------------------------------ |
| For The Elements (1996–2006) | - Data: 22 lipca 2008 - Wydawca: Century Media Records |

## Teledyski
| Tytuł                 | Rok  | Reżyseria                           | Album         | Źródło |
| --------------------- | ---- | ----------------------------------- | ------------- | ------ |
| „Colossus”            | 2000 | –                                   | Quintessence  | [ 11 ] |
| „Inherit The Earth”   | 2001 | –                                   | Empiricism    | [ 11 ] |
| „Future Reminiscence” | 2004 | –                                   | Epic          | [ 11 ] |
| „The Earthling”       | 2012 | David Solbjørg, Kjetil Kolbjørnsrud | Urd           | [ 12 ] |
| „Winter Thrice”       | 2015 | David Solbjørg, Kjetil Kolbjørnsrud | Winter Thrice | [ 13 ] |

## Nagrody i wyróżnienia
| Rok  | Kategoria | Tytułem    | Nagroda          | Nota      | Źródło |
| ---- | --------- | ---------- | ---------------- | --------- | ------ |
| 2001 | Metal     | Empiricism | Alarmprisen      | Nominacja | [ 14 ] |
| 2002 | Metal     | Empiricism | Spellemannprisen | Nagroda   | [ 15 ] |